# Espeylī
Espeylī (persiska: اسپیلی) är en ort i Iran.   Den ligger i provinsen Gilan, i den nordvästra delen av landet, 190 km nordväst om huvudstaden Teheran. Espeylī ligger 1 592 meter över havet och antalet invånare är 347.
Terrängen runt Espeylī är kuperad åt sydost, men åt nordväst är den bergig. Runt Espeylī är det ganska tätbefolkat, med 155 invånare per kvadratkilometer. Närmaste större samhälle är Deylamān, 1,9 km söder om Espeylī. Trakten runt Espeylī består i huvudsak av gräsmarker.